# .32 Long Colt
O .32 Long Colt (conhecido como .32 LC ou simplesmente .32 Colt) é um cartucho de fogo central para revólveres, lançado pela Colt juntamente com o Colt New Line em 1873, o calibre .32 Colt foi inspirado pelo .320 Revolver. Originalmente, ele usava um projétil lubrificado externamente, de 7,95 mm (.313 in) de diâmetro pesando 5,8 g (90 gr), que foi trocado mais tarde por um projétil lubrificado internamente, de 7,59 mm (.299 in), uma pequena redução no peso do projétil, e uma diminuição no comprimento total.